# Alejandro Petruzzella
Alejandro Petruzzella (Caracas, Distrito Capital, Venezuela;  25 de octubre de 1991) es un exnadador y futbolista italo-venezolano. En el año 2016 obtuvo el título de licenciado en administración de empresas en la Universidad Central de Venezuela.

## Trayectoria

### Futbol

#### Profesional
| Año       | Liga                          | Club               | Partidos | Goles |
| --------- | ----------------------------- | ------------------ | -------- | ----- |
| 2009-2010 | Segunda División de Venezuela | Atlético Venezuela | 13       | 4     |
| 2010-2011 | Primera División de Venezuela | Atlético Venezuela | 4        | 0     |

#### Universitario
| Año       | Equipo | Partidos | Goles |
| --------- | ------ | -------- | ----- |
| 2007-2008 | UCV    | 11       | 13    |
| 2013-2014 | UCV    | 20       | 14    |
| 2014-2015 | UCV    | 20       | 25    |
| 2015-2016 | UCV    | 20       | 21    |

| Año  | Campeonato                    |
| ---- | ----------------------------- |
| 2009 | Segunda división de Venezuela |
| 2010 | Campeonato Universitario      |

### Natación
| Año  | País          | Competición                             |
| ---- | ------------- | --------------------------------------- |
| 2003 | México        | Campeonato Centroamericano y del Caribe |
| 2005 | Chile         | Campeonato Sudamericano                 |
| 2005 | Rimini-Italia | Juegos Italianos                        |
| 2005 | Cuba          | Campeonato Centroamericano              |
| 2007 | Venezuela     | Campeonato Sudamericano                 |
| 2008 | México        | Campeonato Mundial Juvenil              |
| 2009 | Venezuela     | Campeonato Centroamericano y del Caribe |
| 2009 | Argentina     | Campeonato Sudamericano                 |
| 2010 | Argentina     | Copa Latina                             |
| 2011 | Venezuela     | Juegos del Alba                         |
| 2012 | Bahamas       | Preselección Olímpica                   |

#### Logros
- Múltiple Campeón Nacional.
- Campeón Centroamericano 2003, 2005, 2009.
- Campeón Sudamericano 2005, Subcampeón sudamericano 2009.
- Múltiple campeón Nacional en la especialidad 50 m libre.
- Múltiple campeón Nacional en la especialidad 100 m libre.
- Múltiple campeón Nacional en la especialidad 50 m mariposa.
- Múltiples récords nacionales.
- Récord Centroamericano.
- Récord Sudamericano.

- Datos: Q45458313